# Antonio Benítez de Lugo
Antonio Benítez de Lugo (1841-1897) fue un jurista, catedrático y escritor español.

## Biografía
Nacido en Sevilla en 1841, fue catedrático de la Facultad de Derecho en la Universidad de Sevilla. Fue autor de títulos como Filosofía del Derecho o estudio fundamental, según la doctrina de Hegel (Sevilla, 1872) y Discurso de la Comunidad de Sevilla, año 1520, hecho por un clérigo. Para Mario Méndez Bejarano merece especial mención una serie de artículos suyos publicados en la Revista de España (números 463 y 464) sobre fray Diego de Chaves, confesor de Felipe II. En el plano político, en los últimos tiempos de su vida figuró mucho, y no sin éxito, entre los posibilistas. Ingresó en la Real Academia de Buenas Letras de Sevilla en 1877. Allí leyó un curioso estudio sobre la bibliografía de la Guerra de la Independencia. Benítez de Lugo, considerado un representante del hegelianismo en España, falleció en 1897.